# 1848年9月27日日食
1848年9月27日日食为一次在协调世界时1848年9月27日出現的日偏食。該次日食食分為0.4875。

## 概述
這次日食的食分是0.4875。

## 基本參數
- 類型：日偏食
- 食甚資料：
  - 日期：1848年9月27日
  - 時間：9時21分19秒
  - 地點：72N 122E
  - 食分：0.4875

## 外部連結
- NASA日食專頁（页面存档备份，存于）（英文）